# TSN (Ukraine)
 (avril 2019).
Si vous disposez d'ouvrages ou d'articles de référence ou si vous connaissez des sites web de qualité traitant du thème abordé ici, merci de compléter l'article en donnant les références utiles à sa vérifiabilité et en les liant à la section « Notes et références ».
TSN (en ukrainien : Телевізійна Служба Новин), est un service de nouvelles de télévision en Ukraine qui se diffuse pendant le soir sur la chaîne de télévision ukrainienne 1+1. Ce service de nouvelles est retransmis sur 1+1 chaque jour. La premier programme de nouvelles pendant la journée commence à 06:00 heures du matin, ensuite, de 07:00 à 09:00, TSN est transmis toutes les demi-heures, la diffusion suivante commence à 12:00 et dure pendant 20 minutes. Les dernières diffusions de la journée durent de 16:45 jusqu'à 17:10 et enfin de 19:30 jusqu'à 20:25. Au total, TSN fonctionne en direct pendant 04:30 heures par jour. Chaque jour, TSN publie les séries complètes et les dernières nouvelles que chacun peut voir sur Internet du n'importe quel point du monde.

## Les animateurs de TSN sur 1+1
- Natalia Moseichuk (Наталья Мосейчук)
- Alla Mazur (Алла Мазур)
- Lidiia Taran (Лидия Таран)
- Kostiantyn Hrubych (Константин Грубыч)
- Iryna Vannykova (Ирина Ванникова)
- Solomiya Vitvitskaya (Соломия Витвитская)